# Mohamed Abdelmawgoud
Mohamed Abdelmawgoud (in arabo محمد عبد الموجود‎?; 1º giugno 1994) è un judoka egiziano.

## Palmarès
- Giochi panafricani

Brazzaville 2015: bronzo nei -66kg.
Rabat 2019: bronzo nei -66kg.
- Campionati africani

Maputo 2013: argento nei -66kg;
Port Louis 2014: oro nei -66kg;
Tunisi 2016: argento nei -66kg;
Tunisi 2018: oro nei -66kg;
Città del Capo 2019: oro nei -66kg.